# Ступников, Михаил Максимович
Михаил Максимович Ступников — советский хозяйственный, государственный и политический деятель, Герой Социалистического Труда.

## Биография
Родился в 1902 году в Четверикове Воронежской губернии.
В 1924 году был призван на действительную службу в Красную Армию. В городе Тула окончил полковую школу, служил в должности командира взвода до декабря 1924 года.
В январе 1940 года по переселению приехал с семьёй в село Козьмодемьяновка Тамбовского района Амурской области.
Участник Великой Отечественной войны. 27 июля 1943 года был тяжело ранен, до марта 1944 года находился на лечении в госпитале города Улан-Удэ. Участник войны с Японией. 
Награждён орденом Красной Звезды.
В феврале 1946 года вернулся в Козьмодемьяновку. В 1947 году избран председателем колхоза «Красный орден» (с 1958 года – ордена Ленина колхоз «Приамурье») Тамбовского района Амурской области. Возглавлял колхоз в течение 25 лет (1947–1972 гг), вывел его в передовые хозяйства. С 1972 года находился на пенсии.
Указом Президиума Верховного Совета СССР от 30 апреля 1966 года М. М. Ступникову присвоено звание Героя Социалистического Труда с вручением ордена Ленина и золотой медали «Серп и Молот».
Депутат Верховного Совета СССР 3-5 созывов и Верховного Совета РСФСР 6-го созыва.
Был делегатом XIX и XXII съездов КПСС.
Почётный житель Тамбовского района.
Умер в феврале 1980 года.